# Sybra arator
Sybra arator är en skalbaggsart som först beskrevs av Francis Polkinghorne Pascoe 1865.  Sybra arator ingår i släktet Sybra och familjen långhorningar. Inga underarter finns listade i Catalogue of Life.